# Vévoda z Albany
Vévoda z Albany (angl. Duke of Albany) je šlechtický titul udělovaný mladším synům skotských a později britských králů (po sjednocení Skotska a Anglie v roce 1707).

## Seznam vévodů z Albany

### 1. vytvoření
- 1340 – 1420 - Robert Stewart, vévoda z Albany
- 1420 – 1425 - Murdoch Stewart, vévoda z Albany

### 2. vytvoření
- 1454 – 1485 - Alexandr Stewart
- 1485 – 1536 - John Stewart

### 3. vytvoření
- 1541 – 1541 - Arthur Stuart

### 4. vytvoření
- 1545 – 1567 - Jindřich Stuart, lord Darnley
- 1567 – 1625 - Jakub I. Stuart

### 5. vytvoření
- 1600 – 1649 - Karel I. Stuart

### 6. vytvoření
- 1633 – 1701 - Jakub II. Stuart

### 7. vytvoření
- 1881 – 1884 - Leopold, vévoda z Albany
- 1884 – 1919 - Karel Eduard Sasko-Kobursko-Gothajský, syn Leopolda - na základě zákona Titles Deprivation Act 1917 byl zbaven titulu